# Mononatriumacetylid
Mononatriumacetylid ist eine organische Verbindung aus der Gruppe der Acetylide und das Mononatriumsalz des Acetylens.

## Herstellung
Mononatriumacetylid kann durch Reaktion von Acetylen mit Natrium oder Natriumamid in flüssigem Ammoniak hergestellt werden.
Eine Alternative, die fein gepulvertes Mononatriumacetylid ergibt, ist die Reaktion von feinverteiltem Natrium mit Acetylen in einem organischen Lösungsmittel wie Xylol oder Dioxan. So hergestelltes Mononatriumacetylid kann isoliert und getrocknet werden.

## Eigenschaften
Mononatriumacetylid ist an trockener Luft oder unter trockenem Stickstoff lange haltbar. Es kristallisiert im tetragonalen Kristallsystem in der Raumgruppe P4/nmm (Raumgruppen-Nr. 129) mit den Gitterparametern a = 3,828 Å und c = 8,14 Å.

## Reaktionen
Die Reaktion von Mononatriumacetylid mit Alkylierungsmitteln ergibt terminale Alkine. Dazu gehören die Reaktionen mit Dimethylsulfat zu Propin, mit Diethylsulfat zu 1-Butin, mit 1-Brompropan zu 1-Pentin, mit 1-Brombutan zu 1-Hexin und mit 1-Brompentan zu 1-Heptin. Im Vergleich zu den Alkylbromiden sind Alkyliodide zu reaktiv und verursachen in erheblichem Maße Nebenreaktionen. Die Reaktion von Mononatriumacetylid mit Iod in flüssigem Ammoniak ergibt Diiodacetylen. Bei einem Druck über 14 Gigapascal kann Mononatriumacetylid zu einem Material mit guter elektrischer Leitfähigkeit polymerisiert werden.

## Externe Links zu erwähnten Verbindungen
1. ↑  Externe Identifikatoren von bzw. Datenbank-Links zu Diiodacetylen:  CAS-Nr.: 624-74-8, PubChem: 61170, ChemSpider: 55116, Wikidata: Q83086384.